# North Royalton (Ohio)
North Royalton es una ciudad ubicada en el condado de Cuyahoga en el estado estadounidense de Ohio. En el Censo de 2010 tenía una población de 30444 habitantes y una densidad poblacional de 551,26 personas por km².

## Geografía
North Royalton se encuentra ubicada en las coordenadas 41°18′49″N 81°44′43″O / 41.31361, -81.74528. Según la Oficina del Censo de los Estados Unidos, North Royalton tiene una superficie total de 55.23 km², de la cual 55.19 km² corresponden a tierra firme y (0.06%) 0.03 km² es agua.

## Demografía
Según el censo de 2010, había 30444 personas residiendo en North Royalton. La densidad de población era de 551,26 hab./km². De los 30444 habitantes, North Royalton estaba compuesto por el 94.63% blancos, el 1.14% eran afroamericanos, el 0.06% eran amerindios, el 2.75% eran asiáticos, el 0.02% eran isleños del Pacífico, el 0.29% eran de otras razas y el 1.1% pertenecían a dos o más razas. Del total de la población el 1.55% eran hispanos o latinos de cualquier raza.